# Roy Abramsohn
Roy Abramsohn ist ein US-amerikanischer Schauspieler und Synchronsprecher.

## Leben
Abramsohn stammt aus dem Bucks County im US-Bundesstaat Pennsylvania. Ab seinem sechsten Lebensjahr erhielt er Klavierunterricht und besuchte das Oberlin College und die Conservatory of Music. Während seiner Zeit am Oberlin College entstand sein Interesse für das Theater. Er ist mit der US-amerikanischen Schauspielerin und Sängerin Betsy Gardner verheiratet. Die beiden haben zwei gemeinsame Kinder.
1990 zog er nach Los Angeles und wirkte als Episodendarsteller in verschiedenen Fernsehserien mit. 1992 gab er sein Filmschauspieldebüt in Rapid Fire – Unbewaffnet und extrem gefährlich. Ab demselben Jahr bis einschließlich 1994 war er in der wiederkehrenden Rolle eines Fernsehreporters in der Fernsehserie Picket Fences – Tatort Gartenzaun zu sehen. In den folgenden Jahren war er immer wieder in verschiedenen Fernsehserien als Episodendarsteller zu sehen und wirkte in kleineren Rollen in Filmproduktionen mit. Einem breiteren Publikum wurde er 2013 durch seine Darstellung des Hauptcharakters Jim White im Film Escape from Tomorrow bekannt, der unter anderen auf dem Sundance Film Festival 2013 gezeigt wurde. 2017 hatte er unter anderen Filmrollen in den The-Asylum-Filmproduktionen Oceans Rising und Jurassic School. 
Er ist auch als Synchronsprecher zu hören. So lieh er etwa 2018 im Computerspiel Life Is Strange 2 seine Stimme oder war in der englischsprachigen Fassung der deutschen Fernsehserie Babylon Berlin zu hören, in der er von 2019 bis 2020 verschiedene Rollen sprach.

## Filmografie (Auswahl)
- 1991: She-Wolf of London (Fernsehserie, Episode 1x17)
- 1991: Die Staatsanwältin und der Cop (Reasonable Doubts, Fernsehserie, Episode 1x06)
- 1991: Veronica Clare (Fernsehserie, Episode 2x02)
- 1992: Ein Strauß Töchter (Sisters, Fernsehserie, Episode 2x18)
- 1992: Rapid Fire – Unbewaffnet und extrem gefährlich (Rapid Fire)
- 1992–1994: Picket Fences – Tatort Gartenzaun (Picket Fences, Fernsehserie, 7 Episoden)
- 1994: Midnight Run – Abgerechnet wird um Mitternacht (Another Midnight Run, Fernsehfilm)
- 1998: Charmed – Zauberhafte Hexen (Charmed, Fernsehserie, Episode 1x06)
- 2001: Diagnose: Mord (Diagnosis Murder, Fernsehserie, 2 Episoden)
- 2001: Groucho: A Life in Revue (Fernsehfilm)
- 2001: Practice – Die Anwälte (The Practice, Fernsehserie, Episode 5x18)
- 2001: Für alle Fälle Amy (Judging Amy, Fernsehserie, Episode 3x07)
- 2001: Last Cry (Fesseln der Lust)
- 2002: Die Parkers (The Parkers, Fernsehserie, Episode 4x01)
- 2002: A Twist of Time (Kurzfilm)
- 2002: The Bernie Mac Show (Fernsehserie, Episode 2x06)
- 2003: Strong Medicine: Zwei Ärztinnen wie Feuer und Eis (Strong Medicine, Fernsehserie, Episode 3x19)
- 2003: Monk (Fernsehserie, Episode 2x03)
- 2004: Without a Trace – Spurlos verschwunden (Without a Trace, Fernsehserie, Episode 3x01)
- 2004: All of Us (Fernsehserie, Episode 2x07)
- 2005: American Dreams (Fernsehserie, Episode 3x15)
- 2005: Zoey 101 (Fernsehserie, Episode 2x03)
- 2006: Creepshow 3 (Creepshow III)
- 2009: Medium – Nichts bleibt verborgen (Medium, Fernsehserie, Episode 5x07)
- 2009: Universal Studios Hollywood: Hollywood Tram (Kurzfilm)
- 2011: My Superhero Family (No Ordinary Family, Fernsehserie, Episode 1x16)
- 2011: Happily Divorced (Fernsehserie, Episode 1x07)
- 2011: Weeds – Kleine Deals unter Nachbarn (Weeds, Fernsehserie, 5 Episoden)
- 2011: CSI: Vegas (CSI: Crime Scene Investigation, Fernsehserie, Episode 12x02)
- 2011: Desperate Housewives (Fernsehserie, Episode 8x08)
- 2013: CSI: NY (Fernsehserie, Episode 9x11)
- 2013: Private Practice (Fernsehserie, Episode 6x11)
- 2013: Escape from Tomorrow
- 2013: Glee (Fernsehserie, Episode 4x12)
- 2013: W.M.D.
- 2013: Franklin & Bash (Fernsehserie, Episode 3x04)
- 2014: Anger Management (Fernsehserie, Episode 2x63)
- 2014: Mystery Girls (Fernsehserie, Episode 1x09)
- 2014: Réalité
- 2014: Second Chance (Kurzfilm)
- 2015: Scorpion (Fernsehserie, Episode 1x21)
- 2015: Area 51
- 2015: Kid Pitch (Miniserie, Episode 1x01)
- 2016: Undone (Kurzfilm)
- 2016: Miss Stevens
- 2016: Adam & Miriam (Kurzfilm)
- 2016: Citrus Springs
- 2016: Louella (Kurzfilm)
- 2016: The Gift (Kurzfilm)
- 2016–2018: American Crime Story (Fernsehserie, 2 Episoden, verschiedene Rollen)
- 2017: Pastis (Kurzfilm)
- 2017: Leech (Kurzfilm)
- 2017: Doobious Sources
- 2017: Oceans Rising
- 2017: Jurassic School
- 2017: Lessons (Kurzfilm)
- 2017: DRIB
- 2017: Swim (Kurzfilm)
- 2017: Three Old Guys (Fernsehserie, Episode 1x01)
- 2017: Game Shakers – Jetzt geht’s App (Game Shakers, Fernsehserie, Episode 2x21)
- 2017: By Night (Fernsehserie, Episode 1x01)
- 2017: Fatales Vertrauen – Dem Mörder so nah (Unusual Suspects, Fernsehdokuserie, Episode 1x04)
- 2017: The Orville (Fernsehserie, Episode 1x07)
- 2017: Navy CIS: L.A. (NCIS: Los Angeles, Fernsehserie, Episode 9x09)
- 2017: Evil Things (Miniserie, Episode 1x09)
- 2017: Rose Drive (Podcastserie, 3 Episoden)
- 2017: My Crazy Sex (Fernsehserie, Episode 2x03)
- 2018: Searching
- 2018: 9-1-1 (Fernsehserie, Episode 1x04)
- 2018: AWM (Kurzfilm)
- 2018: The Willows (Miniserie)
- 2018: Adverse Possession (Kurzfilm)
- 2018: Here’s the Thing (Fernsehserie, 2 Episoden)
- 2018–2019: Betrayed (Fernsehserie, 2 Episoden, verschiedene Rollen)
- 2019: The Coffee Run (Kurzfilm)
- 2019: Animal Kingdom (Fernsehserie, Episode 4x01)
- 2019: Portrait of an American Family (Kurzfilm)
- 2019: Dad Makes a Movie (Kurzfilm)
- 2019: VHYes
- 2019: Sunnyvale (Kurzfilm)
- 2019: Weedjies: Halloweed Night
- 2019: STOP Fighting with Your Family This Holiday Season (Kurzfilm)
- 2020: Circuit (Kurzfilm)
- 2020: Blade the Iron Cross
- 2021: Cory and the Wongnotes (Fernsehserie)
- 2021: Alice in Somnia (Kurzfilm)
- 2021: The Gingerweed Man
- 2021: Inboxed
- 2021: Z-Listers (Fernsehserie, Episode 1x12)
- 2021: Dying to Marry Him
- 2021: American Gangster: Trap Queens (Fernsehserie, Episode 2x07)
- 2021: General Hospital (Fernsehserie, 2 Episoden)
- 2021: The Elsewhere (Kurzfilm)
- 2021–2022: HOW WE DO – Sketches of the Species (Miniserie, 2 Episoden)
- 2022: Winning Time: Aufstieg der Lakers-Dynastie (Winning Time: The Rise of the Lakers Dynasty, Fernsehserie, Episode 1x07)
- 2022: Gaslit (Miniserie, Episode 1x01)
- 2022: Unidentified Objects
- 2022: Quantum Leap (Fernsehserie, Episode 1x03)
- 2022: Mantra
- 2022: Criminal Minds (Criminal Minds: Evolution, Fernsehserie, Episode 16x04)
- 2022: Insert Family Here (Kurzfilm)
- 2023: Missing
- 2023: Legend of a Hollywood Producer (Fernsehserie, Episode 1x01)
- 2023: My Landlord Wants Me Dead (Fernsehfilm)
- 2023: Devilreaux
- 2023: Dying to Sleep
- 2023: The Alpha’s Daughter (Miniserie)

## Synchronisationen (Auswahl)
- 2015: Ultra Fight Victory (Urutora Faito Bikutorî/ウルトラファイトビクトリー, Fernsehserie)
- 2016: Ultraman X: Here He Comes! Our Ultraman (Gekijouban Ultraman X: Kitazo! Warera no Ultraman/劇場版 ウルトラマンX きたぞ! われらのウルトラマン)
- 2018: Life Is Strange 2 (Computerspiel)
- 2019–2020: Babylon Berlin (Fernsehserie, 6 Episoden)